# Aktievärdering
Aktievärdering är läran om hur aktier värderas.
Finansiella tillgångar som aktier värderas på marknaden av olika aktörer. För att göra det använder många av dem olika modeller. Dessa modeller av aktievärdering ger ett pris som aktören är villig att köpa aktien för. Aktievärdering är inte sällan mycket matematiskt. Genom de olika modellerna försöker aktörer hitta aktier som kan vara undervärderade, för att köpa eller övervärderade för att blanka.
Ofta används olika mått för att få fram en akties värde: p/e-tal, p/s-tal, tillväxt, värdeskapande, kurstillväxt, Nerbrand Z och andra.
En som har kritiserat systemet med aktievärdering är John Maynard Keynes.